# 량마차오역
량마차오역(중국어: 亮马桥站)은 중국 베이징시 차오양구 쭤자좡 가도·마이쯔뎬 가도 접경에 동3환북로·신위안 남로·량마차오로 교차로에 위치한 베이징 지하철 10호선의 지하철역으로, 2008년 7월 19일 10호선 1단계 개통과 함께 운행을 개시하였다.

## 위치
량마차오역은 동3환북로·신위안 남로·량마차오로의 교차점에 위치해 있으며, 본선은 동3환북로 동(東)보조도로 동쪽에 위치한다.

## 역 구조
이 역은 섬식 승강장 구조의 지하철역이다.

### 층별 구조
| 지면               | 가도                            | A-D출입구                          |
| 지하 1층 대합실 층 | 대합실                          | 고객센터, 자동 발매기, 출입 게이트 |
| 지하 2층 승강장    | ←                               | ■ 10호선 내선순환 (싼위안차오)     |
| 지하 2층 승강장    | 섬식 승강장, 왼쪽 출입문이 열림 |                                    |
| 지하 2층 승강장    | →                               | ■ 10호선 내선순환 (농업전람관)     |

- 량마차오역 대합실 (2018년 3월 촬영)
- 량마차오역 장식 (2018년 3월 촬영)

## 출구
이 역에는 A(북서), B(북동), C(남동), D(남서) 등 총 4개의 출구가 있다. A 출구는 핑안 국제 금융 센터 지하 상업 지역과 연결된다. 또한, 동3환로 동쪽의 에스컬레이터는 입구 A 통로에 위치한다.
|                         |                                       |                                                                       |      |             |
| 출구                    | 지시                                  | 출구 인근                                                             | 사진 | 무장애 시설 |
| 出口 · A                | 동3환북로(东三环北路) 서측            | 베이징 발전 빌딩(北京发展大厦), 핑안 국제 금융 센터(平安国际金融中心) |      | 빈칸        |
| 出口 · A                | 핑안 국제 금융 센터(平安国际金融中心) | A, B 상업타워(A, B座及商业)                                           |      | 빈칸        |
| 出口 · B                | 량마차오로(亮马桥路) 북측             | 베이징 힐튼 호텔(北京希尔顿酒店)                                      |      |             |
| 出口 · C                | 동3환북로(东三环北路) 동측            | 옌샤 우의 몰(燕莎友谊商城)                                            |      | 빈칸        |
| 出口 · D                | 동3환북로(东三环北路) 서측            | 쿤룬 호텔(昆仑饭店), 베이징차오양역 방향 버스 정류장                  |      | 빈칸        |
| 아이콘 설명: 엘리베이터 |                                       |                                                                       |      |             |